# Павлущик Віктор Володимирович
Павлущик Віктор Володимирович (народився 22 грудня 1985, Вінниця) — Голова Національного агентства з питань запобігання корупції з 27 лютого 2024 року (Розпорядження Кабінету Міністрів України від 27 лютого 2024 року № 162-р), колишній керівник відділу детективів Національного антикорупційного бюро України з 2015 року, колишній оперативний працівник Служби безпеки України (СБУ).

## Біографія
Народився 22 грудня 1985 року у Вінниці у сім'ї ветеринарних лікарів.
У 2008 році закінчив Національну академію Служби безпеки України за спеціальністю «правознавство».
У 2014 році закінчив Київський національний університет імені Тараса Шевченка за спеціальністю «Міжнародний бізнес», кваліфікація економіст-міжнародник.
З липня 2008 року до жовтня 2015 року проходив військову службу в органах Служби безпеки України на оперативних посадах та посадах керівного складу.
У 2015 році пройшов перший в історії конкурсний набір детективів до першого в незалежній Україні створеного з нуля правоохоронного органу — НАБУ. З листопада 2015 року до 27 лютого 2024 року працював у Національному антикорупційному бюро України: з 2015 року — детектив, старший детектив, старший детектив — заступник керівника відділу детективів Національного антикорупційного бюро України, а з листопада 2017 року був призначений на посаду старшого детектива — керівника відділу детективів Національного антикорупційного бюро України.
У 2024 році на відкритому конкурсі Віктора Павлущика обрано Головою НАЗК. Він отримав підтримку всіх 6 членів комісії: як міжнародників, так і урядової квоти.
Розпорядженням Кабінету Міністрів України від 27 лютого 2024 року № 162-р призначений Головою Національного агентства з питань запобігання корупції за результатами відкритого конкурсного відбору.
16 серпня 2024 року затверджений співголовою Координаційна робоча група з питань антикорупційної політики

## Резонансні справи
Відділ детективів НАБУ, яким керував Віктор Павлущик, спеціалізувався у виявлені та розслідуванні кримінальних корупційних правопорушень, вчинених представниками судової гілки влади та органів прокуратури.
Зокрема було здійснено розслідування у так званій справі «Плівки Вовка» за фактами вчинення дій з метою змови для захоплення державної влади, перешкоджання роботі Вищої кваліфікаційної комісії суддів, а також участі у злочинній організації і зловживанні впливом головою і суддями Окружного адміністративного суду м. Києва у змові з низкою інших осіб.
Серед гучних розслідувань — викриття Голови Верховного Суду Всеволода Князєва на отриманні неправомірної вигоди в особливо великому розмірі у 2,7 млн дол. США, обвинувачення ексзаступника керівника Департаменту з розслідування особливо важливих справ у сфері економіки Генеральної прокуратури України, який шляхом зловживання своїм службовим становищем систематично привласнював чуже майно.

## Відкритий конкурс на посаду Голови НАЗК
13 листопада 2023 року на офіційній вебсторінці Кабінету Міністрів України було оприлюднено Оголошення про умови та строки проведення конкурсу на посаду Голови НАЗК.
26 грудня 2023 року отримала документи від 64 кандидатів, але допущено до участі було 51 особу. За результатами тестування на загальні здібності Павлущик отримав найвищий бал серед усіх конкурсантів.
Після проходження всіх етапів конкурсу Головою НАЗК обрано Головою НАЗК. Він отримав підтримку всіх 6 членів комісії: як міжнародників, так і урядової квоти.
Посли держав-членів «Великої сімки» (G7) високо оцінили прозору роботу Конкурсної комісії, сформованої з українського уряду і міжнародних експертів. Крім того, українські стейкхолдери, які пильно слідкували за перебігом конкурсу, такі як Олена Трибушна та Віталій Шабунін також позитивно оцінили процедуру проведення конкурсу.

## Особисте життя
Одружений із Тетяною Водоп'яновою, яка, за словами кандидата, до січня 2023 року була старшим детективом НАБУ. Має трьох дітей.
Колишня дружина, судячи з декларацій Віктора Павлущика, працювала в СБУ, де працював і він.